# Ralje (1975.)
Ralje (eng. Jaws) američki film zasnovan na bestseleru "Ralje" Petera Benchleyja. Film je režirao Steven Spielberg, dok su glavne uloge imali Roy Scheider, Robert Shaw, Richard Dreyfuss i Lorraine Gray.
Radnja filma započinje legendarnom scenom u kojemu velika bijela psina napada i ubija jednu djevojku, potaknuvši napetost i brigu u malom obalnom gradu, koji ovisi o prihodima od turizma.
Za filmsku glazbu pobrinuo se skladatelj John Williams i 1976. za nju dobio Oscara. Glazba je energična i napeta i odlično manipulira emocijama gledatelja, pojačavajući osjećaj straha i iščekivanja. Glazbena tema napada velike bijele psine je naprosto nezaboravna.
Ralje su u početku proglašene nezrelim i sezonskim kinohitom, međutim probile su sve rekorde gledanosti i ostvarile prihod od 470.653.000 dolara i s time bile najkomercijalniji film sve do Zvjezdanih ratova.

## Kritike
Većina kritičara jako je hvalila film. Roger Ebert mu je dao 4 od 4 zvijezde: "Spielbergove "Ralje" su senzacionalno učinkovit akcijski film, strašan triler koji funkcionira tim bolje jer je nastanjen likovima koji su razvijeni u ljudska bića koje upoznamo i brinemo za njih. Film je strašan poput "Egzorcista", a opet nekako s nježnijom vrstom strave". James Berardinelli također mu je dao 4 od 4 zvijezde: "Kada se radi o ovakvoj vrsti trilera, nijedan film dosad nije uspio nadvisiti "Ralje", iako su mnogi pokušali. A, kako godine prolaze, čini se sve manje vjerojatnijim da će bilo što uopće i približiti mu se".
Arsen Oremović mu je dao tri od četiri 'kritičarska prsta': "Na granici između horora i filma katastrofe, film je pokazao sve vrline Spielbergova rukopisa, koji će kasnije potvrditi u svojim kasnijim megahitovima. Ne povodeći se za banalnim plašenjem gledatelja umjetno stvorenom nemani, koji prvi put vidimo tek u drugoj polovici filma, ali nas zato hvata jeza od njezinih subjektivnih kadrova, Spielberg je pokazao izvanrednu darovitsot za iznšenje priča, vođenje gledateljevih emocija u rasponu od paničnog straha do osjećajnosti te majstorski osjećaj za dočaravanje likova i okoline koju oslikava".

## Nastavci
Uslijedila su tri sve lošija nastavka, s kojima Steven Spielberg nije imao nikakve veze.
- Ralje 2 (1978. g.) - režija Jeannot Szwarc
- Ralje 3-D (1983. g.) - režija Joe Alves
- Ralje 4 (1987. g.) - režija Joseph Sargent

## Vanjske poveznice
- Ralje u internetskoj bazi filmova IMDb-a
- Rotten-tomatoes.com
- Veliki filmovi Rogera Eberta  Arhivirana inačica izvorne stranice od 10. studenoga 2012. (Wayback Machine)